# يد القدر (فلم)
يد القدر هو فيلم غامبي صدر في عام 2013 من إنتاج وإخراج ابراهيم سيساي مستندا على كتاب بنفس العنوان صدر عام 2009 من تأليف الكاتبة والمخرجة المسرحية الغامبية جانيت بادجان يونغ. فاز الفيلم بجائزة أفضل فيلم وطني خلال حفل توزيع جوائز نوليوود ونقاد السينما الأفريقية (جوائز الأوسكار الأفريقية) الذي أقيم في واشنطن العاصمة في 14 سبتمبر 2013.

## القصة
يركز الفيلم على قضايا حقوق الإنسان حيث يقدم نظرة ثاقبة على حالة الفتيات المراهقات اللواتي يتزوجن قصرا من قبل والديهم دون موافقتهن أو معرفتهن بالأمر وكيف يؤثر ذلك على تعليمهن وحياتهن المستقبلية على المدى الطويل.
وتدور أحداث الفيلم حول فتاة تم سلبها حياتها ومستقبلها عندما أجبرت على الزواج من رجل لا تحبه.

## طاقم العمل
- مريمة كولي
- جون تشارلز نجي
- كورنيليوس غوميز
- أولي سيدخان
- سوزي جوه
- بابيت ميندي جالو

## وصلات خارجية
- مقالات تستعمل روابط فنية بلا صلة مع ويكي بيانات